# Hiérosme de Bara
Pour les articles homonymes, voir Bara.
Hiérosme de Bara (ou Jérôme de Bara), né à Paris vers 1540 et mort à Genève (?) autour de 1600, est un peintre verrier, orfèvre et armoriste.

## Biographie
On connaît très peu de choses sur cet auteur et artiste qui est dit parisien, ne figure que dans quelques documents administratifs et qui, avec un privilège du roi, courant sur dix ans et daté du 8 juillet 1578, fit imprimer plusieurs éditions de son maître-livre : Blason des armoiries, « auquel est montrée la manière de laquelle les Anciens & Modernes ont usé en icelles. » Il s'agit d'un ouvrage largement consacré à l'héraldique imaginaire. Il est dédié dans l’édition de 1579, à monsieur de Langes, conseiller du roi et sénéchal de Lyon.
Ayant adhéré à la religion réformée, il dut fuir les persécutions pour se réfugier dès 1569 dans la cité calviniste de Genève où il retrouva plusieurs amis. Il y travailla sans doute régulièrement. Il perdit son épouse en juin 1571 et se remaria deux ans plus tard.
En 1579, il séjourna à Lyon où il fit éditer à plusieurs reprises son œuvre héraldique. Publiée pendant la guerre civile et la crise monarchique, elle s’inscrit dans le courant critique envers la noblesse qui n’assume plus son idéal et laisse à l’abandon les vertus symboliques matérialisées par le blason. Bara, dans ses commentaires, se désolait de l’usage irresponsable des armoiries par les roturiers parvenus : 
« Et comme le temps a amené (en plusieurs choses) une forme d’ignorance, et aux hommes une volonté de faire selon leur désir, lesquels ayant trouvé aucuns obtempérants à leur vouloir, se sont ensemble donné licence, selon que l’on voit aujourd’hui, de faire ce que bon leur semble en armoiries...
Ce que l’on voit en une infinité d’armoiries qui sont malfaites, et pirement armoyées de plusieurs sortes...  [Quelqu’un, le]  surnom étant Charpiot, portera d’azur, à un char à quatre roues de gueules, chargée d’une pie, ou agache, de sable, tenant en son bec un os d’argent... »
Il disparaît des registres genevois dès 1585.

## Principales éditions duBlason des Armoiries
- Genève, (?), 8 septembre 1572.
- Lyon, (Claude Ravot), 10 mars 1579 (et 1580).
- Lyon, (Barthélemy Vincent), 11 février 1581 (édition augmentée, probablement définitive, et la plus connue).
- Lyon, (I. Gabiano & S. Girard), 1604.
- Paris, (Rolet Boutonné), 1628[5].
- Paris, (J. de Bonnot), 20 janvier 1975 (édition reproduite d’après celle de 1581).